# Toto și surorile lui
Toto și surorile lui este un film românesc din 2014 regizat de Alexander Nanau. Rolurile principale au fost interpretate de actorii Totonel, Ana, Andreea.

## Distribuție
Distribuția filmului este alcătuită din:
- Andreea
- Ana
- Totonel